# Appel aux étrangers vivant en France
L’appel aux étrangers vivant en France est un appel lancé au début du mois d’août 1914 par plusieurs intellectuels, parmi lesquels Blaise Cendrars, Ricciotto Canudo et Jacques Lipchitz.

## Présentation
Cet appel est lancé le 29 juillet 1914 et placardé sur les murs de Paris. L'appel sera repris par Le Figaro, Le Matin et Le Gaulois dès le 2 août. Puis le lendemain par L'Écho de Paris, Le Temps et L'Intransigeant.

## Contenu
« 
L'heure est grave. 
Tout homme digne de ce nom doit aujourd'hui agir, doit se défendre, de rester inactif au milieu de la plus formidable conflagration que l'histoire ait jamais pu enregistrer.
Toute hésitation serait un crime. 
Point de paroles, des actes. 
Des étrangers amis de la France, qui, pendant leur séjour en France, ont appris à l'aimer et à la chérir comme une seconde patrie, sentent le besoin impérieux de lui offrir leurs bras. 

Intellectuels, étudiants, ouvriers, hommes valides de toutes sortes - nés ailleurs, domiciliés ici - nous qui avons trouvé en France la nourriture de notre esprit ou la nourriture matérielle, groupons-nous en un faisceau solide de volontés mises au service de la plus grande France. »

## Signataires
L'appel est signé de Ricciotto Canudo, Blaise Cendrars, Léonard Sarluis, Joseph Csaky, Kaplan, Berr, Oknotsky, Dibroski, Isbicki, Schoumoff, Roldireff, Kozline, Essen, Lioschitz, Frisendahl, Israilevitch, Vertepoff.